# Sauropus elachophyllus
Sauropus elachophyllus là một loài thực vật có hoa trong họ Diệp hạ châu. Loài này được (F.Muell. ex Benth.) Airy Shaw miêu tả khoa học đầu tiên năm 1980.